# Franz Boehm
Franz Boehm (3. října 1880, Boleszyn (Okres Nowe Miasto), Polsko – 13. února 1945, koncentrační tábor Dachau, Německo) byl katolický kněz, mučedník a odpůrce nacionálně socialistického režimu.
V červnu 1944 byl zatčen a skončil v Dachau jako číslo 91557.

## Život

### Mládež a trénink

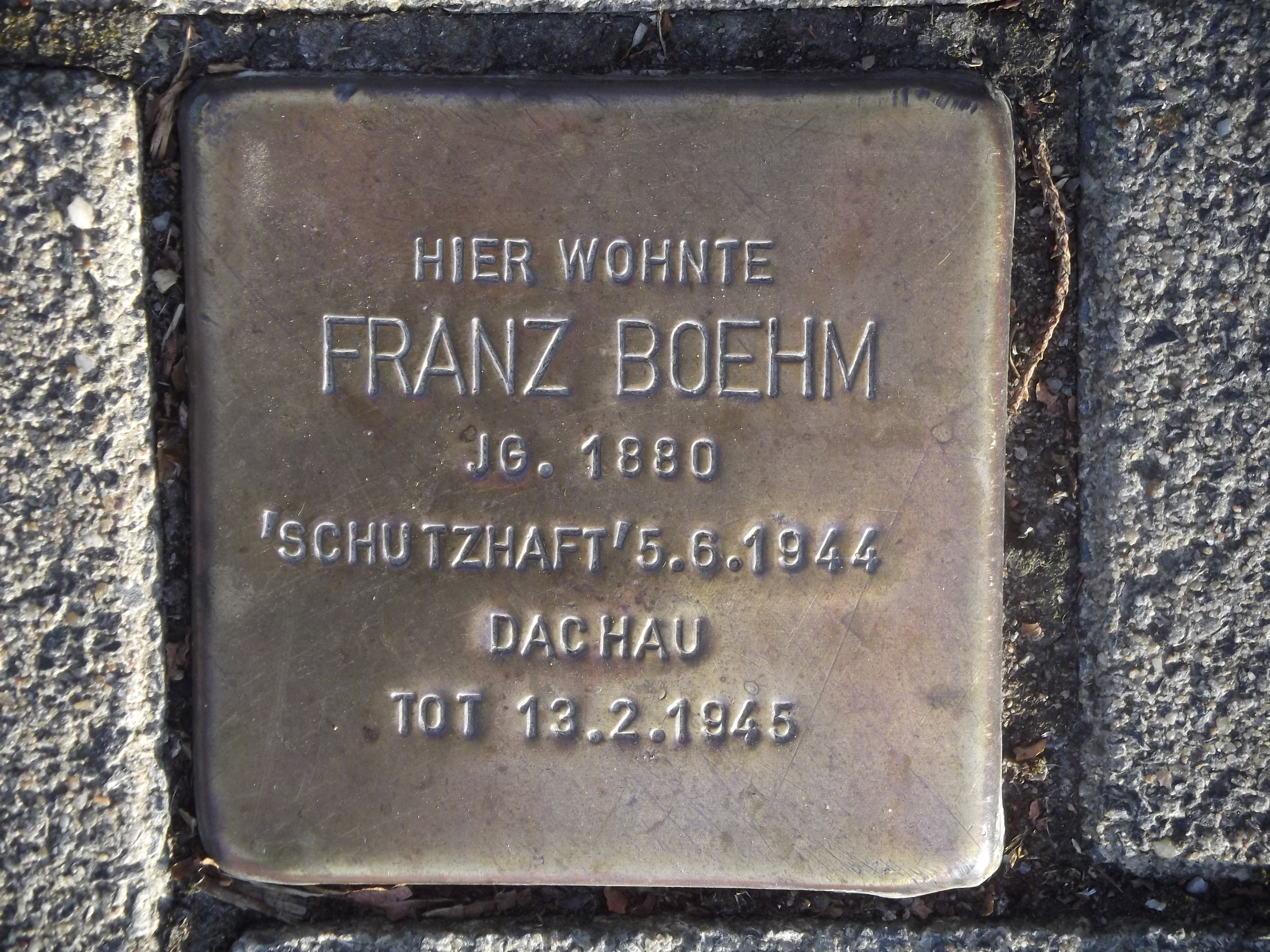
Stolperstein pro farář Franze Boehma v Düsseldorfu

Franz Boehm se narodil v západním Prusku, v současnosti ve Varmijsko-mazurském vojvodství. Pocházel z rodiny s německo-polskými kořeny. Jeho rodiče byli učiteli během Bismarckova Kulturkampfu, takže v roce 1893 byla na základě správního nařízení rodina přestěhována do Porýní. Otec a studenti během vyučování cvičili Te Deum v polštině, která byla v západním Prusku za císařství zakázána kvůli germanizaci Poláků. Boehm vystudoval střední školu v Mönchengladbachu. Po studiích filozofie a teologie v Bonnu byl v roce 1906 vysvěcen na kněze pro kolínskou arcidiecézi. Ve třech kaplanských funkcích v Porúří se věnoval i polské pastorační činnosti, neboť jeho mateřským jazykem byla polština. Na své první místo faráře nastoupil v roce 1917 ve farnosti sv. Kateřiny v Düsseldorfu. Ve své farnosti vedl legální kampaň za zachování katolické základní školy, která nyní nese jeho jméno.

### Opozice proti národnímu socialismu

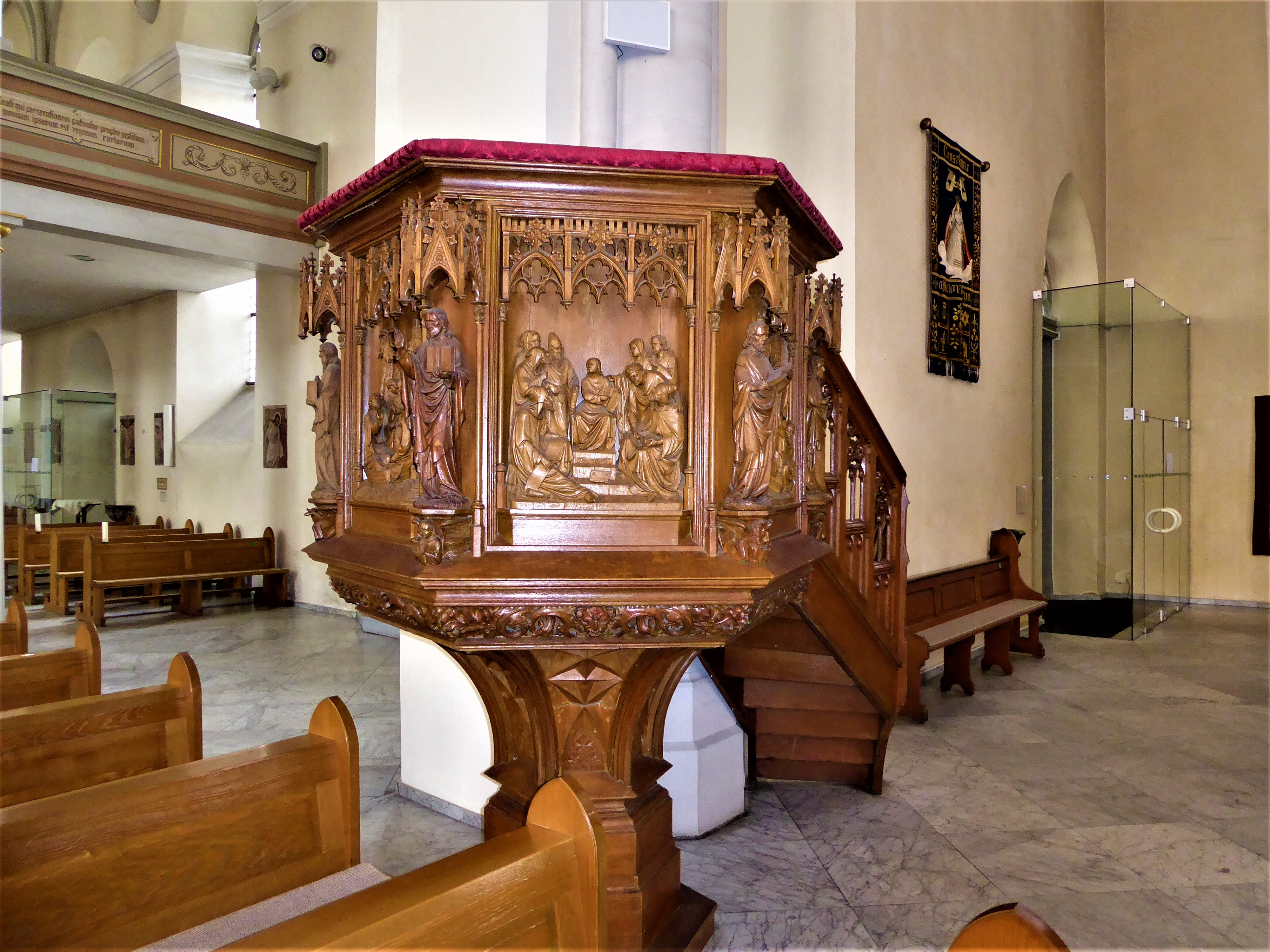
Kazatelna v kostele v Sieglaru

V roce 1923 se stal farářem v Sieglaru. Rychle pochopil, že musí čelit extrémním politickým proudům doby, komunismus a nacismus. Ve svých církevních novinách a ve svých kázáních z kazatelny nenechal na pochybách, že tyto dva politické směry považuje za neslučitelné s křesťanstvím. Boehmův odpor vůči nacionálnímu socialismu se stal problematickým po nástupu nacistů k moci v Německu. Již v roce 1934 proti němu zahájil nacistický starosta Sieglar trestní řízení pro vlastizradu. Seznam zločinů, ze kterých je obviněn, je dlouhý a absurdní. Jedním ze zločinů, ze kterých byl kněz obviněn, bylo například „zvonění na znamení návratu poutníků z Říma a rušení oslav nacionálně socialistického svátku práce“. Přestože byla obvinění stažena, v roce 1935 byl Boehmovi zakázáno vyučovat náboženství. Zároveň se dočkal prvního vyhoštění z vládní obvod Kolín nad Rýnem, které bylo v roce 1936 zrušeno amnestií. K druhému a poslednímu vyhoštění došlo v roce 1937. Boehm musel opustit Sieglar a počkat, až mu generální vikář přidělí nové místo.

### Nová farnost a mučednictví
V roce 1938 nastoupil Boehm do funkce faráře ve farnosti Monheim am Rhein (Vládní obvod Düsseldorf). Ve své kněžské práci nadále vzdoroval nacistickému režimu. Jako motiv svého odporu opakovaně odkazoval na „němé psy“ z knihy Izajáš (56:10). 450-stránkový spis gestapa ukazuje, že v roce 1941 dostal varování za uctívání v polštině. V roce 1942 byl odsouzen k platbě 3000 říšských marek za kázání o Kristu Králi. Ve svém kázání z 25. října Boehm uvedl, že na zemi neexistují žádná tisíciletá království, protože existuje pouze jedno království, které bude trvat tak dlouho, a to je království Ježíše Krista, které bude trvat navždy. Nacisté to považovali za porušení zákona o stabilizaci ozbrojených sil. Typicky bylo takové obvinění trestáno smrtí. Soudci však obžalobu omezili na odsouzení za „protistátní výroky“. O Velikonocích 1944 kázal kázání proti nacistickému filmovému průmyslu, což vedlo k jeho zatčení. 5. června 1944, hned po mši, ještě v kostele, byl zatčen a odvezen přímo gestapem do věznice ve Wuppertalu. Kvůli mnoha zatčením v souvislosti s pokusem o atentát na Hitlera z 20. července 1944 byl Boehm převezen do kněžského bloku v koncentračním táboře Dachau. 12. srpna 1944 byl transportován v transportu pro jednu osobu do Dachau, protože si ho zřejmě spletli s Franzem Böhmem, právníkem a ekonomem (známý pro ordoliberalismus) z Mannheimu. Právník patřil k freiburským kruhům německého odboje proti nacismu. Farář zemřel v koncentračním táboře 13. února 1945 na následky nemoci způsobené pobytem ve vězení. Po jeho násilné smrti bylo jeho tělo zpopelněno. Popel byl vhozen do blízké řeky nebo rozptýlen na poli.